# 石海镇
石海镇，是中华人民共和国四川省宜宾市兴文县下辖的一个乡镇级行政单位。

## 行政区划
石海镇下辖以下地区：
石海社区、石林村、大雪村、和平村、顺河村、兴堰村、中埂村、平寨村、大旗村、文家村、中堰村、红鱼社区村和同心村。